# Kent County Cricket Club
Der Kent County Cricket Club repräsentiert die traditionelle Grafschaft Kent in den nationalen Meisterschaften im englischen Cricket.

## Geschichte

### Die Anfänge

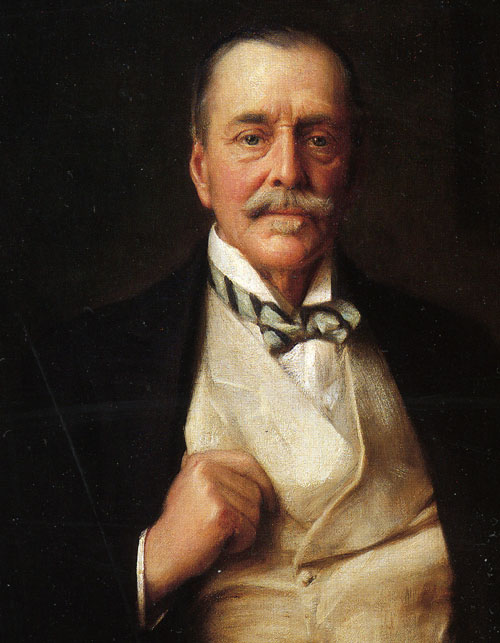
Lord Harris

Erste Berichte über frühe Formen des Crickets in Kent gab es bereits um 1300. Berichte um Mannschaften mit der Bezeichnung Kent existieren seit 1709, als Kent gegen Surrey in Dartford spielte, was heute als erstes akzeptiertes County Game überhaupt gesehen wird. Andere Quellen weisen dies der Begegnung 1719 gegen London in Islington zu. Bis zum Ende des Jahrhunderts spielten Mannschaften die Kent vertraten noch zahlreiche Begegnungen. Das erste Spiel, das als First-Class gewertet wurde, fand im Juni 1773 in Laleham Burway gegen Surrey statt. Dieses, sowie die gleiche Begegnung in Bishopsbourne einen Monat später konnte jeweils Surrey gewinnen, während Kent sich die dritte Begegnung im August des Jahres in Sevenoaks sichern konnte. Im frühen 19. Jahrhundert waren die beiden Spieler John Willes und G.T. Knight maßgeblich an der Entwicklung der Technik des round-arm bowling beteiligt, die das 19. Jahrhundert dominierte, bis 1864 das overarm-bowling erlaubt wurde. In 1837 wurde Kent inoffizieller Champion County, eine Auszeichnung, die sie über weite Teile der 1840er Jahre immer wieder gewannen. Ab 1835 gab es versuche einen County Club zu gründen. Der Kent Cricket Club selbst wurde 1842 in Canterbury gegründet und ging aus dem Beverley Kent Cricket Club hervor. Jedoch gab es früh finanzielle Probleme und ein weiterer County Club wurde 1859 in Maidstone gegründet. Das führte dazu, dass es Mitte des 19. Jahrhunderts zwei Vertretungen von Kent gab, eine die mehr den Westen der Grafschaft betraf und eine mehr für den Osten. Diese Doppelvertretung führte zu zahlreichen finanziellen Verwicklungen, die das Cricket in der Grafschaft sehr belasteten und so wurde letztendlich 1870 eine Vereinigung beschlossen, die den heutigen CCC formierte. Bis zur Gründung der County Championship 1890 konnte Kent, auch auf Grund der finanziellen Probleme, keine weitere inoffizielle Meisterschaft gewinnen. Ab 1870 spielte Lord Harris das erste Mal für Kent und wurde 1874 der Sekretär des Verbandes und 1875 ihr Kapitän, eine Rolle, die er bis 1889 behielt. Er dominierte den Verein, und zusammen mit Lord Hawke aus Yorkshire das englische Cricket, über mehr als 50 Jahre. Als Vorsitzender des Vereins verblieb er bis zu seinem Tode 1932.

### Beginn der County Championship

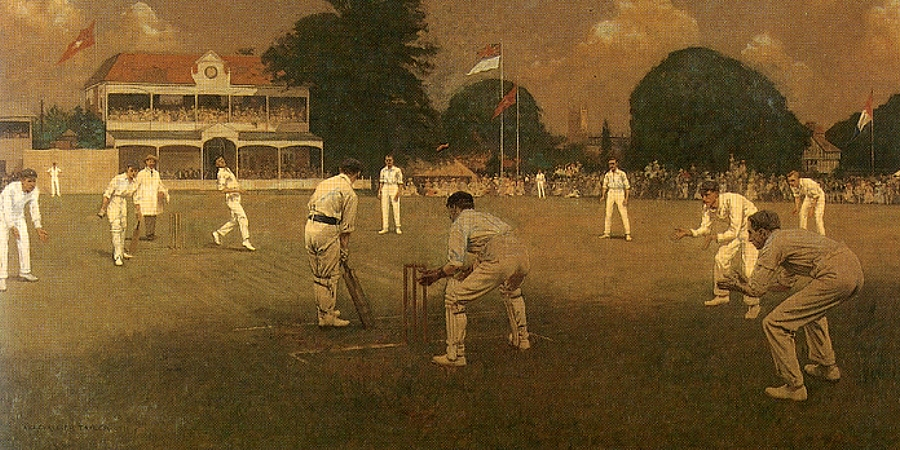
Kent gegen Lancashire 1906

Zu Beginn der offiziellen County Championship war Kent Durchschnitt. Zwar gelangen 1890, 1900 und 1904 dritte Plätze in der Meisterschaft, aber dazwischen waren sie zumeist im mittleren und unteren Bereich der Tabelle zu finden. Im Jahr 1895 waren sie sogar Tabellenletzter. Zu Beginn des 20. Jahrhunderts wurde die Tonbridge Nursery gegründet, in der junge Cricketer weiterentwickelt wurden. Eine Änderung er Situation setzte 1906 ein, als Kent sich knapp gegen Yorkshire durchsetzen konnte und die County Championship erstmals gewann. Bis zum Ersten Weltkrieg konnten sie dieses drei Mal wiederholen (1909, 1910 und 1913) und dominierten so das Cricket zu dieser Zeit. Von den 188 Begegnungen in diesen acht Saisons seit dem ersten Gewinn der Meisterschaft verloren sie nur 27 Spiele. Die schlechteste Position in der Tabelle in dieser Zeit waren dritte Plätze. Kapitäne der Zeit waren Cloudesley Marsham und Ted Dillon und herausragender Spieler war der Bowler Colin Blythe. Er und elf weitere Spieler verloren während des Ersten Weltkrieges ihr Leben.

### Nach dem Ersten Weltkrieg

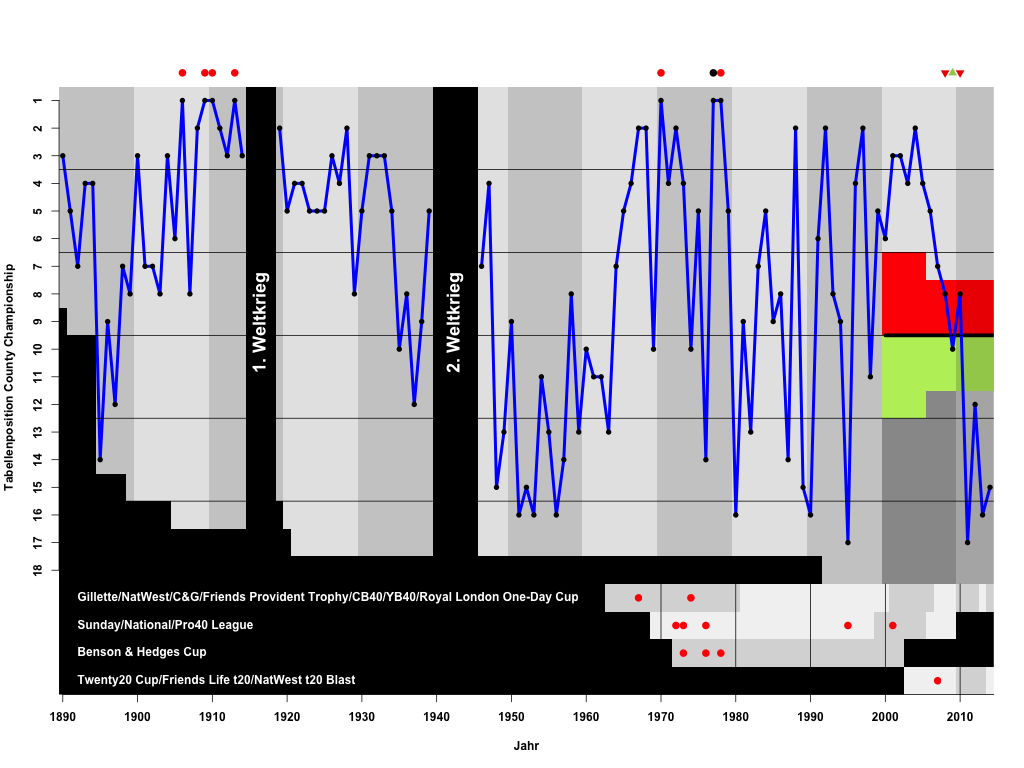
Performance des Kent County Cricket Club im First Class, One-Day und T20 Cricket in den nationalen englischen Wettbewerben.

Dieser hohe Verlust an Spielern, der durch weitere Rücktritte noch erhöht wurde, sorgte dafür, dass sich Kent nach dem Krieg schwer tat an diese Erfolge anzuknüpfen. Man erzielte  1919 und 1928 zweite Plätze, jedoch war man gegen Middlesex, Lancashire und Yorkshire, die zwischen den Kriegen das englische Cricket dominierten zumeist ohne Chance. Grund war auch, dass Kent immer wieder darauf Bestand die Gegner Herauszufordern und so sichere Remis doch noch in Niederlagen endeten. Über die nächsten zwei Jahrzehnte hatte dieses einen Abwärtstrend in die Mitte der Tabelle zur Folge. Zu dieser Zeit hatte Kent zahlreiche sehr gute Spieler. Tich Freeman, war ein Bowler, dem es gelang 1928 mit 304 Wickets die meisten Wickets in einer County Saison überhaupt zu erzielen. Die Leistung der Schlagmänner war ebenfalls beeindruckend. All-rounder Frank Woolley, Wicket-Keeper Les Ames, sowie Percy Chapman und Wally Hardinge sorgten für zahlreiche Centuries. Der Zweite Weltkrieg sorgte dafür das viele Spieler viele Jahre der möglichen guten Leistungen verloren. Nach dem Weltkrieg spielten zwar noch einige der Spieler die zwischen den Kriegen gute Leistungen vollbracht hatten, jedoch war dieses nur von kurzer Dauer. 1947 wurde noch einmal ein vierter Platz erreicht, allerdings war man seit dem dann in der unteren Tabellenhälfte zu finden. Mitte der 1950er Jahre wurden zahlreiche Veränderungen in der Administration unternommen und 1957 Colin Cowdrey als Kapitän bestimmt, der später auch lange Zeit Kapitän der englischen Nationalmannschaft war. 

### Goldene Jahre
Zehn Jahre später trugen diese Veränderungen Früchte, als Kent 1967 unter Cowdrey erstmals den Gillette Cup gewann und damit eine der drei neu eingeführten One-Day Wettbewerbe. Dieses war der Anfang von zahlreichen Erfolgen im nächsten Jahrzehnt. 1970 folgte erstmals seit 57 Jahren wieder ein Gewinn der County Championship. Anschließend gewann man die John Player League 1972 und 1973 die John Player League und den Benson & Hedges Cup. Im Jahr darauf folgte noch einmal der Gillette Cup und 1976 die John Player League und der Benson & Hedges Cup. Dazu verloren sie in dieser Periode auch einige Finale. Dominierend war Kent durch zahlreiche Nationalspieler, die für den CCC in dieser Zeit spielten. Neben Cowdrey waren dies der nach Cowdrey Rücktritt ernannte Kapitän Mike Denness, Wicket-Keeper Alan Knott und die Batsman Brian Luckhurst und Bob Woolmer. Auch internationale Spieler waren nun im Team zugelassen und so hatten der Pakistaner Asif Iqbal und die west-inder Bernard Julien und John Shepherd großen Anteil an den Erfolgen. In der County Championship wären mehr Siege möglich gewesen wären diese Spieler nicht so häufig für die Nationalmannschaft abgestellt worden. So teilte man sich schließlich die County Championship 1977 mit Middlesex und konnte im Jahr darauf als alleiniger Champion die Meisterschaft feiern. Letztere wurde noch einmal flankiert mit dem Gewinn des Benson & Hedges Cups, die der letzte Trophäen-Gewinn dieser Periode war.

### Wechselhafte Jahre

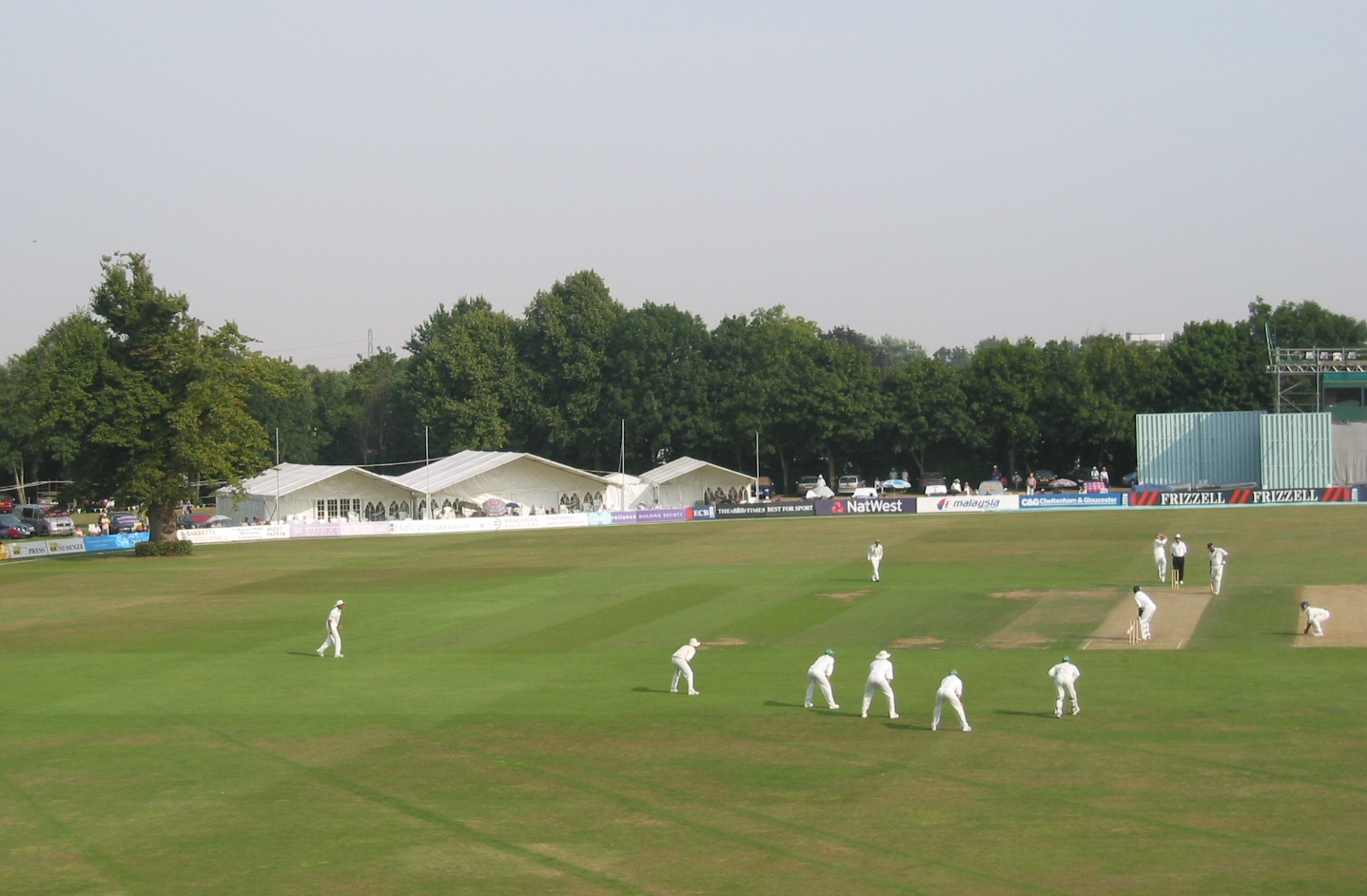
Tour Match gegen Südafrika 2003, im Hintergrund die Linde auf dem St Lawrence Ground

In der Folgezeit wurden die Leistungen deutlich wechselhafter und in der County Championship war man zumeist in der unteren Tabellenhälfte zu finden. Erst Mitte der 1980er Jahre waren zumindest wieder Finalteilnahmen in den One-Day Wettbewerben zu vermelden (bis 1997 insgesamt elf Finalniederlagen) und 1988 und 1992 wurde man Zweiter in der County Championship. Diese Zweiten Plätze häuften sich in den 1990er Jahren, jedoch dauerte es bis 1995 als man mit der AXA Equity & Law League wieder einen Wettbewerb gewinnen konnte. Gleichzeitig stürzte die Mannschaft jedoch auf den letzten Platz der County Championship ab. Ende der 1990er Jahre konnte man sich wieder in der oberen Tabellenhälfte etablieren, erzielte 1997 und 2004 zweite Plätze in der County Championship und gewann 2001 die Norwich Union League. Jedoch war ein Neuanfang unumgänglich und symbolisch zerbrach die Linde, die sich auf dem Spielfeld des St Lawrence Ground befand 2005, und musste neu gepflanzt werden. Dies gelang im nun eingeführten Twenty20-Cricket. 2007 konnte der Twenty20 Cup gewonnen werden und 2008 erreichte man noch einmal das Finale. Allerdings stieg man 2008 auch aus der ersten Division der County Championship ab, und nach Auf- und Wiederabstieg in den beiden folgenden Saisons ist man seitdem in der zweiten Division verblieben.

## Stadion
Das Heimstadion des Clubs ist das St Lawrence Ground in Canterbury. Des Weiteren werden derzeit der Nevill Ground in Tunbridge Wells und der County Cricket Ground in Beckenham als Heimstätte genutzt.

## Erfolge

### County Cricket
Gewinn der County Championship (6 + 1 geteilt): 1906, 1909, 1910, 1913, 1970, 1977 (geteilt), 1978
Gewinn der zweiten Division (1): 2009

### One-Day Cricket
Gilette/NatWest/C&G Trophy/FP Trophy (1963–2009) (2): 1967, 1974
Sunday/National/Pro40 League (1969–2009) (5): 1972, 1973, 1976, 1995, 2001
Benson & Hedges Cup (1972–2002) (3): 1973, 1976, 1978
ECB 40/Clydesdale Bank/Yorkshire Bank 40 (2010–2013) (0): –
Royal London One-Day Cup (2014-heute) (0): -

### Twenty20
Twenty20 Cup/Friends Life t20/NatWest t20 Blast (1): 2007

## Statistiken

### Runs
Die meisten Runs im First-Class Cricket wurden von den folgenden Spielern erzielt:
| Spieler        | Spielzeiten | Runs   |
| -------------- | ----------- | ------ |
| Frank Woolley  | 1906–1938   | 47.868 |
| Wally Hardinge | 1902–1933   | 32.549 |
| Les Ames       | 1926–1951   | 28.951 |
| James Seymour  | 1902–1926   | 26.818 |
| Arthur Fagg    | 1932–1957   | 26.070 |

### Wickets
Die meisten Wickets im First-Class Cricket wurden von den folgenden Spielern erzielt:
| Spieler         | Spielzeiten | Wickets |
| --------------- | ----------- | ------- |
| Tich Freeman    | 1914–1936   | 3.340   |
| Charlie Blythe  | 1899–1914   | 2.210   |
| Derek Underwood | 1963–1987   | 1.951   |
| Doug Wright     | 1932–1957   | 1.709   |
| Frank Woolley   | 1906–1938   | 1.680   |